# Sparta: War of Empires
Sparta: War of Empires ist ein Freemium-MMO (Massively Multiplayer Online) Strategie-Videospiel, des Spieleentwicklers Plarium für Webbrowser. Das Spiel wurde im März 2014 ins Leben gerufen.

## Handlung und Gameplay
Das Spiel spielt in der Epoche die Perserkriege. Die Spieler stehen vor der Aufgabe, ihren eigenen Stadtstaat unter der Anleitung verschiedener Anführer aus Sparta zu erbauen. Ihre Aufgabe ist es, neben der Produktion und Sammlung von Ressourcen zur Unterstützung ihrer Armeen, sich den persischen Eindringlingen und anderen Spielern, die über die gesamte Spielwelt verstreut sind, in PvE- und PvP-Schlachten zu stellen.
Es ist den Armeen des persischen Königs Xerxes gelungen, die meisten der griechischen Stadtstaaten zu erobern und zu vernichten und damit ganz Hellas ins absolute Chaos zu stürzen. Nur die Spartaner und ihre Alliierten sind in der Lage, sich der persischen Armee zu widersetzen. Unter der Leitung des Königs von Sparta, Leonidas, taucht der Spieler in die Rolle eines Archons, einer Figur, welche dem heutigen Gouverneur des neuen Stadtstaates entspricht, um Sparta zu helfen, die Perser zu schlagen und Griechenland von ihrer Besatzung zu befreien.
Sparta: War of Empires ist ein strategisches MMO-Videospiel, in dem Spieler vor der Aufgabe stehen, ihre eigene Stadt zu erbauen, Truppen auszubilden und in PvP-Schlachten gegen andere Spieler anzutreten oder ihre Armeen in PvE-Schlachten gegen die KI in den Kampf zu senden. Es bleibt den Spielern selbst überlassen, ob sie andere Spieler über die Spielkarte angreifen oder Geschäfte mit ihnen machen, oder ob sie sich sogar einer Liga anschließen und Allianzen mit anderen Spielern eingehen.

## Musik
Das Spiel verfügt über einen vollständig bearbeiteten Soundtrack, der vom BAFTA-Gewinner Jesper Kyd komponiert und produziert wurde. Das Stück Hellas aus dem Spiel ist auf seinem 2015 veröffentlichten Album Five Worlds of Plarium enthalten.

## Kritiken
Sparta: War of Empires hat allgemein positive Kritiken erhalten, wobei die Chefredakteurin von Gamespresso, Alana Fearnall, schrieb: „Wenn die Entwickler im Laufe der Zeit eine große Community unterstützen können, ist Sparta: War of Empires es wert, gespielt zu werden.“ Giovanni Damiano von Gamebrain lobt das Spiel als „einnehmend, lustig und aufregend“.